# Thịt nguội với trứng

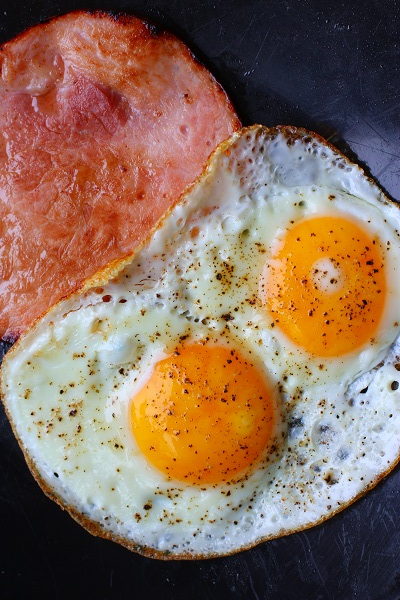
Thịt nguội với trứng ốp la

Thịt nguội với trứng (Ham and eggs) là một món ăn kết hợp cách chế biến khác nhau từ các thành phần nguyên liệu chính là thịt nguội (giăm bông) và món trứng. Nó đã được xem như một món phục vụ chủ yếu của "bữa sáng kiểu Mỹ cổ điển" và bữa ăn sáng truyền thống của người Anh. Món thịt nguội với trứng cũng được phục vụ như một món ăn trưa và trong bữa ăn tối. Các món tương tự bao gồm thịt xông khói và trứng, trứng Tây Ban Nha, trứng tráng Denver và Trứng Benedict. Thuật ngữ "thịt nguội và trứng" và một số biến tấu của nó đã được sử dụng trong nhiều bối cảnh văn hóa khác nhau. Nó đã được sử dụng như một thuật ngữ tiếng lóng ở Hoa Kỳ, và cũng đã được sử dụng để chỉ các thực thể và sự kiện khác nhau ở Hoa Kỳ.
Thịt nguội với trứng là một món ăn phổ biến thường được phục vụ như một bữa ăn sáng ở Hoa Kỳ. Nó cũng được sử dụng như một món ăn tối hoặc bữa ăn tối, chẳng hạn ở các vùng của miền Nam Hoa Kỳ, và đôi khi được phục vụ như một món ăn trưa. Món trứng được phục vụ với món ăn có thể là món trứng chiên, trứng bác hoặc trứng luộc. Các thành phần bổ sung như cà chua và gia vị đôi khi được sử dụng chẳng hạn như Herbes de Provence. Món ăn có thể được chế biến trên bếp bằng cách chiên chảo hoặc được áp chảo, và cũng có thể nướng vỉ hoặc nướng lò. Nước ép chảo hoặc nước thịt từ giăm bông đôi khi được nhỏ giọt lên trên trứng để tăng thêm hương vị. Thịt nguội và trứng có thể được ăn kèm với các món ăn phụ như bánh mì nướng và bánh nâu.

## Chú thích

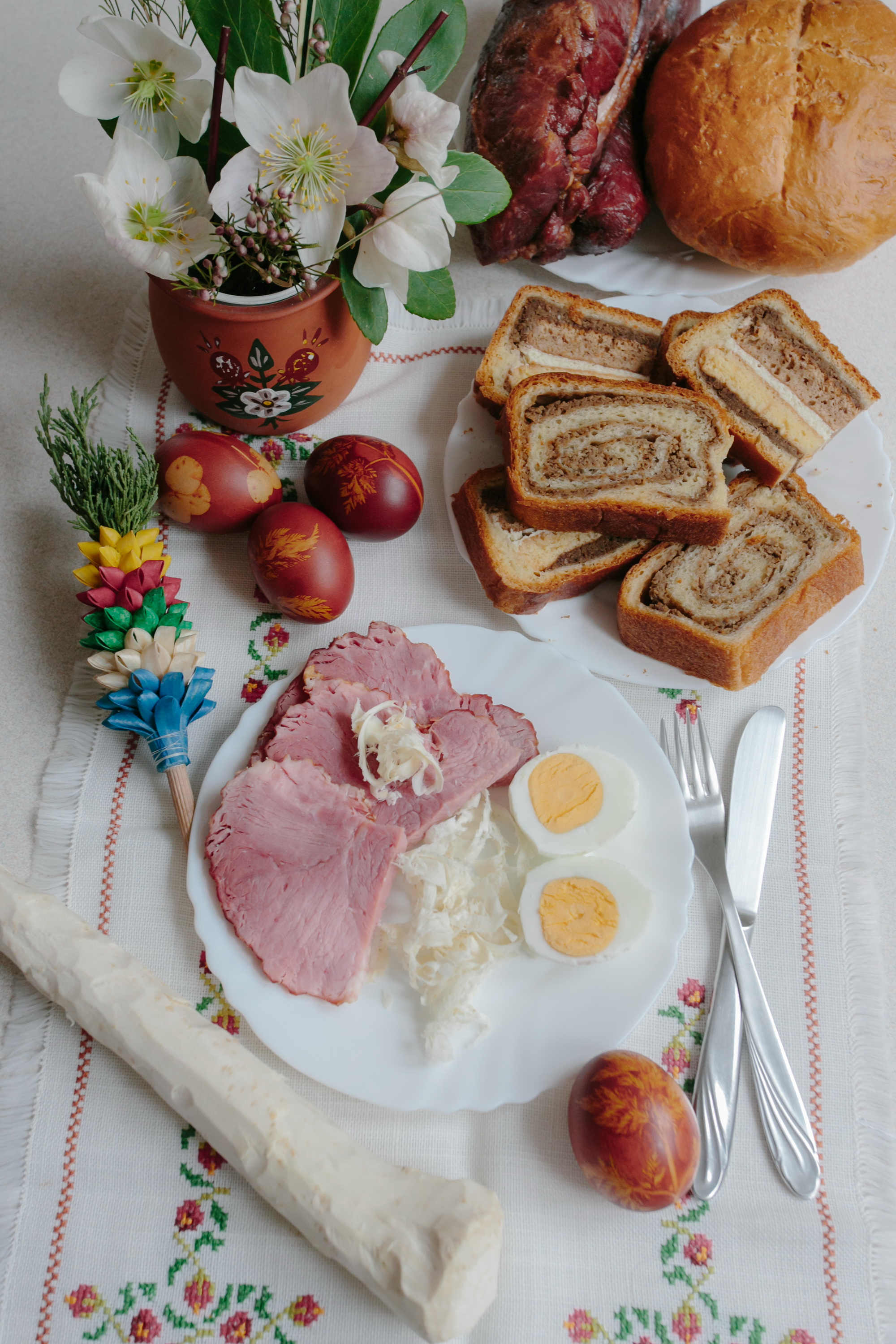
Món thịt nguội với trứng luộc

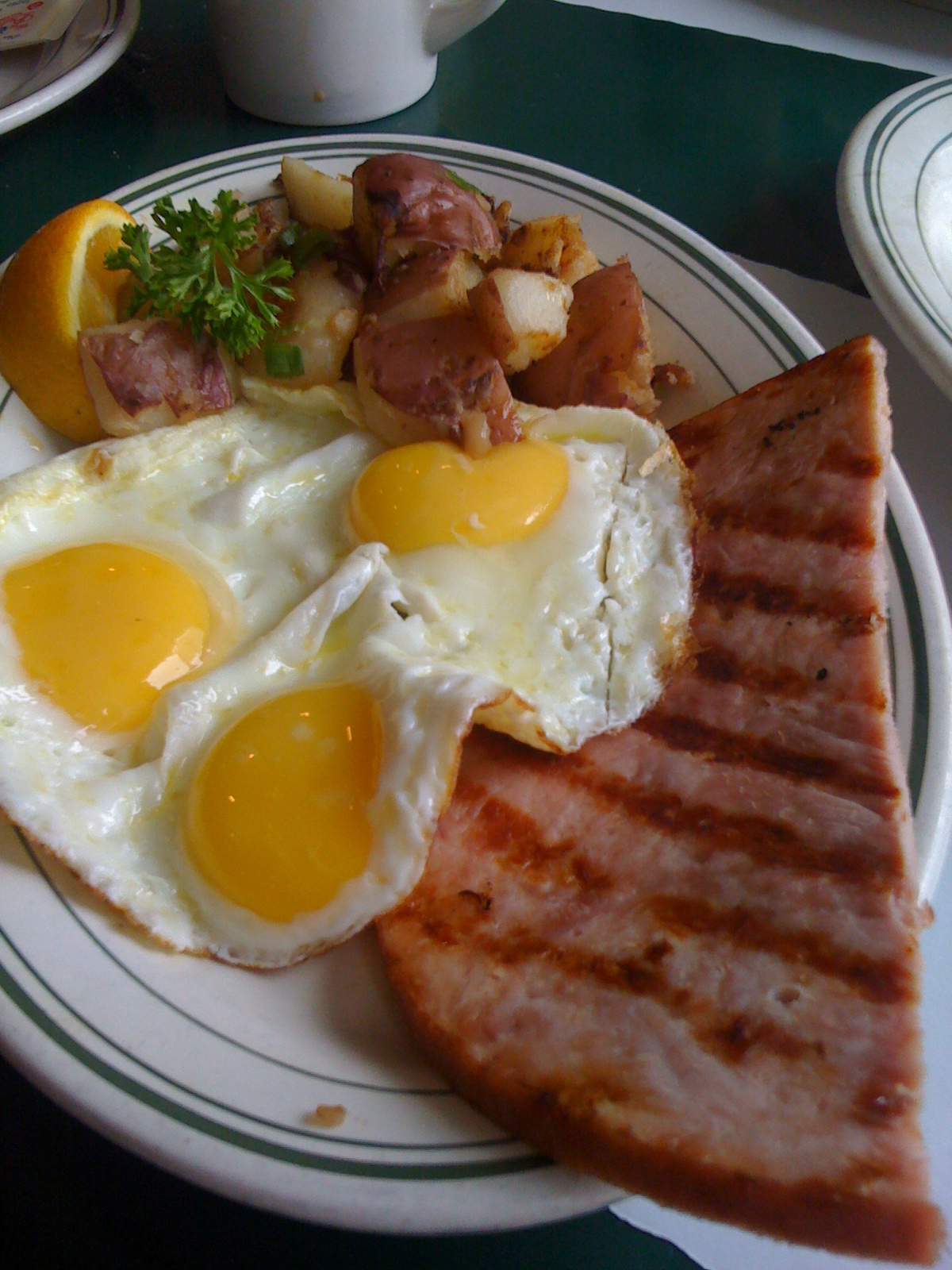
Món thịt nguội nướng và trứng ốp la